# Géophyte
Pour l’article homonyme, voir Cryptophyta.

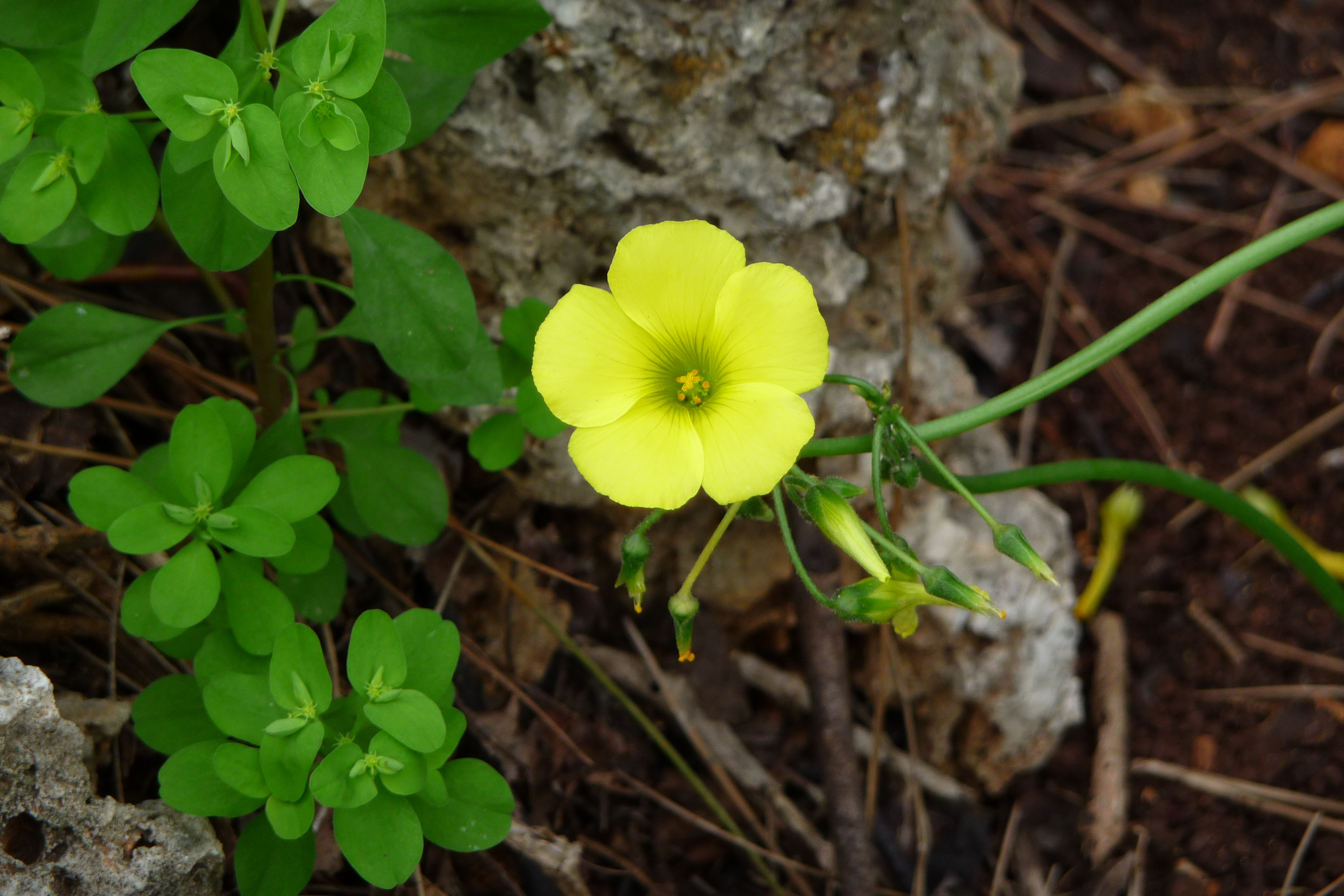
Géophyte

Une plante géophyte (ou cryptophyte) est dans la classification de Raunkier un type de plante vivace, possédant des organes lui permettant de passer la mauvaise saison enfouie dans le sol. La plante est donc inapparente au cours de quelques mois de son cycle annuel.
L'organe en question peut être un bulbe (jacinthe, Perce-neige), un rhizome (fougère), un ou plusieurs tubercules (pomme de terre, aconit de Carmichael).